# Мандираџа
Мандираџа (јав. ꦩꦤ꧀ꦢꦶꦫꦗ) је подокруг и други највећи град индонежанског намесништва Банџарнегара, провинције Централна Јава.